# Enllaç carboni-nitrogen
Un enllaç carboni-nitrogen és un enllaç covalent entre el carboni i el nitrogen i és un dels enllaços més abundants en la química orgànica i la bioquímica.
El nitrogen té cinc electrons de valència, i en les amines simples és trivalent, formant els dos electrons sobrers un parell solitari. Amb aquest parell, el nitrogen pot formar un enllaç addicional amb hidrogen, resultant així tetravalent, amb una càrrega positiva en les sals d'amoni. Molts compostos de nitrogen poden ser potencialment bases químiques però el seu grau depèn de la configuració : l'àtom de nitrogen en les amides no és bàsic.
Com en els enllaços carboni-carboni aquests enllaços poden formar dobles enllaços estables, com en les imines i enllaços triples com en els nitrils. La longitud de l'enllaç és de 147,9 pm en les amines simples, 147,5 pm en els compostos C-N= com el nitrometà, 135,2 pm en els enllaços dobles parcials de la piridina i 115,8 pm en els enllaços triples de compostos com els nitrils. La força d'enllaç d'un enllaç CN és més gran (184 kcal/mol) que la d'un enllaç CC (145 kcal/mol).

Els enllaços CN estan fortament polaritzats cap al nitrogen, ja que aquest és més electronegatiu (3,04) que el carboni (2,55), per la qual cosa el moment dipolar pot ser elevat: 4,27 D en la cianamida, 1,5 D en el diazometà, 2,17 D en la metilazida i 2,19 D en la piridina. Per això molts dels compostos que contenen enllaços CN són solubles en aigua.

## Grups funcionals amb nitrogen
| Nom        | Ordre d'enllaç | Fórmula  | Fórmula estructural | Exemple      | Longitud mitjana d'enllaç C-N (Å)                  |
| ---------- | -------------- | -------- | ------------------- | ------------ | -------------------------------------------------- |
| Amines     | 1              | R₂C-NH₂  | Amina primària      | Metilamina   | 1,469 (amina neutra) 1.499 (sal d'amoni)           |
| Aziridines | 1              | CH₂NHCH₂ | Aziridina           | Mitomicina   | 1,472                                              |
| Azides     | 1              | R₂C-N₃   | Azida               | Fenilazida   |                                                    |
| Anilines   | 1              | Ph-NH₂   | Anilina             | Anisidina    | 1,355 (sp² N) 1,395 (sp3 N) 1,465 (sal d'amoni)    |
| Pirrols    | 1              |          | amida               | Porfirina    | 1,372                                              |
| Amides     | 1,2            | R-CO-NR₂ | amida               | Acetamida    | 1,325 (primari) 1,334 (secundari) 1,346 (terciari) |
| Piridines  | 1,5            | pyr      | piridina            | Nicotinamida | 1,337                                              |
| Imines     | 2              | R₂C=NR   | imina               | DBN          | 1,279 (enllaç C=N) 1,465 (enllaç C–N)              |
| Nitrils    | 3              | R-CN     | Nitrilo             | Benzonitril  | 1,136                                              |
| Isonitrils | 3              | R-NC     | isonitril           | TOSMIC       |                                                    |